# Jean-Pierre Breton
Pour les articles homonymes, voir Breton (homonymie).
Jean-Pierre Breton est un homme politique français né le 24 mars 1865 à Saint-Julien (Rhône) et mort le 9 juin 1952 à Pommiers (Rhône).
Viticulteur dans le Beaujolais, il est conseiller municipal de Pommiers en 1908 et maire en 1912, puis conseiller général en 1922. Il est député du Rhône de 1924 à 1928, inscrit au groupe SFIO.

## Source
- « Jean-Pierre Breton », dans le Dictionnaire des parlementaires français (1889-1940), sous la direction de Jean Jolly, PUF, 1960 [détail de l’édition]